# Acanthistius

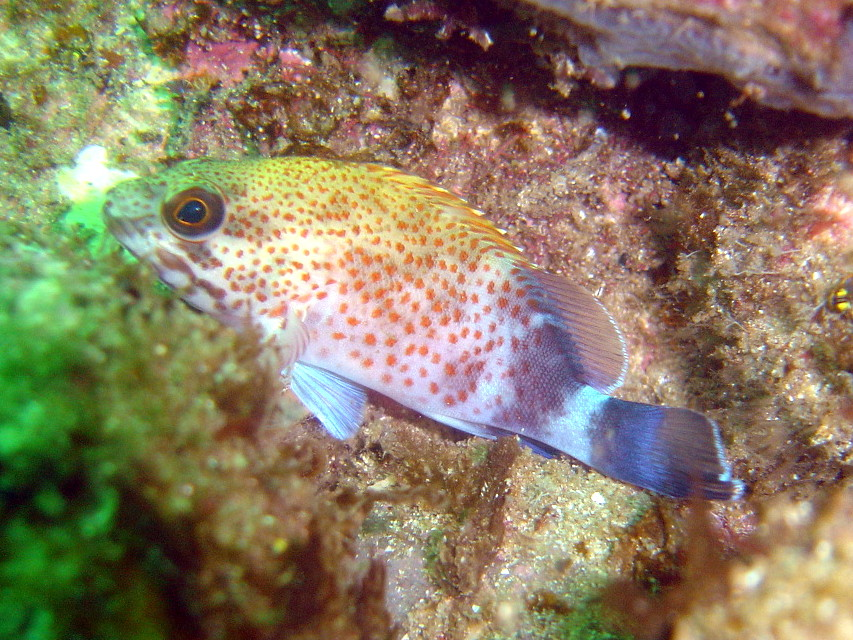
Acanthistius sebastoides.

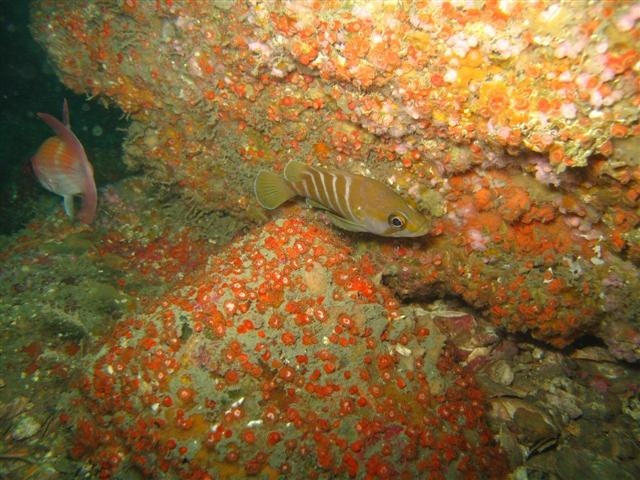
Acanthistius brasilianus.

Acanthistius es un género de peces al que algunos autores colocan en la familia Serranidae, mientras que otros consideran de incertae sedis.

## Especies
Hay 11 especies en el género:
- Acanthistius brasilianus (Cuvier, 1828)
- Acanthistius cinctus (Günther, 1859)
- Acanthistius fuscus Regan, 1913
- Acanthistius joanae Heemstra, 2010
- Acanthistius ocellatus (Günther, 1859)
- Acanthistius pardalotus Hutchins, 1981
- Acanthistius patachonicus (Jenyns, 1840)
- Acanthistius paxtoni Hutchins & Kuiter, 1982
- Acanthistius pictus (Tschudi, 1846)
- Acanthistius sebastoides (Castelnau, 1861)
- Acanthistius serratus (Cuvier, 1828)